# 胡渭
胡 渭（こ い、崇禎6年（1633年） - 康熙56年（1717年））は、中国清代初期の儒学者。もとの名は渭生。字は朏明、号は東樵。湖州府徳清県の出身。

## 略歴
12歳の時に父を失い母とともに乱を避けて山谷に身を潜める。15歳の時に県学生となり太学に入った。経義に通じ、最も輿地の学に精しく、閻若璩や顧祖禹とともに『大清一統志』の編集に関わった。康熙43年（1704年）に清の康熙帝の南巡に際し、主著『禹貢錐指』を献上して嘉納され、「耆年篤学」の四大字扁額を賜った。

## 著作
- 『禹貢錐指』20巻 - 酈道元の『水経注』によって、漢代や唐代以来の水流の変遷を明らかにした。
- 『易図明辯』10巻 - 河図洛書・先天後天図などが後世の作であることを証明し、宋代の儒学者の誤謬を正した。
- 『洪範正論』5巻
- 『大学翼真』7巻
- 『儀礼鄭注句読』
- 『繹史』